# Перла (сериал)
Вижте пояснителната страница за други значения на Перла.
„Перла“ (на турски: Gümüş, букв. превод: Сребро) е турски телевизионен сериал, продуциран от Kanal D в периода 2005-2007 година.

## Излъчване
| Сезон | Епизоди | Начало на сезона | Край на сезона | Всички епизоди | ТВ сезон    | ТВ канал |
| ----- | ------- | ---------------- | -------------- | -------------- | ----------- | -------- |
| 1     | 21      | 20 януари 2005   | 23 юни 2005    | 1 – 21         | 2005        | Kanal D  |
| 2     | 40      | 8 септември 2005 | 28 юни 2006    | 22 – 61        | 2005 – 2006 | Kanal D  |
| 3     | 39      | 9 септември 2006 | 16 юни 2007    | 62 – 100       | 2006 – 2007 | Kanal D  |

## Сюжет
Внимание:  Текстът по-долу разкрива сюжета на произведението (или части от него)!
Сюжетът в „Перла“ се развива около Инджи (Оригиналното име е Гюмюш, както е и името на сериала) – бедно момиче от малък град, чиито родители са загинали при пожар. Тя е отгледана от баба си Сафие, към която се привързва.
Животът на Инджи се променя драстично от телефонно обаждане, от което научава, че е одобрена за снаха от богатото и известно семейство Шадоолу, притежаващо голяма дизайнерска фирма. Инджи от малка харесва Мехмет Шадоолу и става щастлива, че той я е забелязал и че я е избрал за съпруга.
Инджи по-късно разбира, че е сгрешила. Оказва се, че Мехмет е бил влюбен в Нихан, която чака дете от него. Съдбата обаче ги разделя — Нихан загива в автомобилна злополука, което сломява духа на Мехмет. Той се отдава на пиянство и не може да се възстанови. След месеци Мехмет все още не се чувства добре. За да го свести, главата на семейството, дядо му — Мехмет Фикри го жени за Инджи.
Мехмет не проявява интерес към Инджи, а най-добрият му приятел Онур също не я одобрява. Близките приятели на семейството — Осман и дъщеря му Кадер — приятелка на Инджи от детството, са стъписани. Кадер също е била влюбена в Мехмет. Майката на Мехмет — Шереф, не е доволна от присъствието на Инджи и често крои интриги срещу нея. Бахар, братовчедката на Мехмет, амбициозна млада дама, която е готова на всичко за работата си, също не обича много Инджи. Но сестрата на Мехмет — Пънар, много харесва Инджи. Тя се връща вкъщи след дълго отсъствие в Америка, заедно с нова приятелка — Дарин.
По-нататък става ясно, че Пънар има дете — Дефне, за което никой не подозира и всъщност е от приятеля на Мехмет — Онур. На сватбата Мехмет избягва, което докарва инфаркт на баща му Ахмед и той е принуден да се пенсионира. В крайна сметка Инджи и Мехмет се венчават. След скандал в къщата Инджи бяга и само Мехмет я открива и разказва истината за Нихан. Така двамата постепенно се опознават и заобичват, Онур и Бахар, която намира своя съпруг — Гьокхан, също започват да харесват Инджи.
Друг човек в семейството е Тарък, който не обича Инджи. Той е женен за Гюлсюн — лелята на Мехмет. Той е предател в семейството и докарва много неприятности като ги натопява и затова част от семейството попада в затвора. В крайна сметка той е арестуван. Тарък е човекът, който разкрива на Бахар и брат и Берк, че майка им и баща им не са катастрофирали, а са се самоубили. Тарък има и извънбрачно дете — Доуш, което всъщност Гюлсюн приема по-късно като свое, тъй като тя не може да има деца. Всъщност обаче Нихан се оказа жива. Тя е оцеляла, но тъй като е в инвалидна количка, не е искала да се появи наново и избягва в Германия. Тя има и детето на Мехмет. Това ще окаже доста проблеми във връзката на Мехмет и Инджи.

## Актьорски състав
- Къванч Татлъту – Мехмет Шадоолу
- Сонгюл Йоден – Инджи Шадоолу
- Екрем Бора – Мехмет Фикри
- Гюнгьор Байрак – Шереф Шадоолу
- Фунда Илхан – Есра
- Айча Варлъер – Пънар
- Лачин Джейлан – Гюлсюн
- Севинч Гюрсен Акйълдъз – Бахар
- Тарък Юнлюоглу – Тарък
- Баръш Багджъ – Емир
- Джунейт Чалъшкур – Ахмет Шадоолу
- Сердар Орчин – Онур
- Камил Гюлер – Гьохкан
- Емре Карайел – Енгин
- Тайфун Ераслан – Левент
- Хикмет Карагьоз – Осман
- Джансън Йозйосун – Дидем
- Фюсун Ербулак – Дилруба
- Сойдан Сойдаш – Берк Шадоолу
- Елиф Акшар – Кадер
- Айла Асланджан – Сафие
- Кайра Симурс – Дефне
- Сема Мумчу – Тууче
- Хилял Юсун – Нихан
- Угур Арслан – Орхан
- Йелиз Башлангич – Рукие
- Ердал Джиндорук – Кенан
- Зухал Ташар Гьокхан – Билур
- Гьоктуг Алпасар – Селим

## В България
В България сериалът започва на 15 юни 2009 г. по bTV и завършва на 14 януари 2010 г. На 25 януари започва повторно излъчване и завършва на 1 юли. Ролите се озвучават от Десислава Знаменова, Анна Петрова, Виктор Танев, Кирил Ивайлов и Здравко Методиев.
На 14 януари 2012 г. започва повторно излъчване по Диема Фемили, и завършва на 6 май. През 2014 г. бива повторен и по Нова телевизия. Дублажът е на Арс Диджитал Студио. Ролите се озвучават от Гергана Стоянова, Татяна Захова, Виктор Танев, Любомир Младенов и Здравко Методиев.